# Pittenhart
Pittenhart é um município da Alemanha, situado no distrito de Traunstein, no estado da Baviera. Tem 27,93 km² de área, e sua população em 2019 foi estimada em 1.827 habitantes.